# Шиповник и лестовка
«Шиповник и лестовка» (изначально «Лестовка и шиповник») — российский музыкальный коллектив, созданный Владимиром Шамовым.

## История
Дуэт «Лестовка и шиповник» был создан в 1993-м году поэтом, музыкантом, писателем экс-лидером группы «Тотальная мобилизация» и первым панком в Костроме Владимиром Шамовым, приехавшим в этот город в 1985-м году из Архангельска, и пианисткой — аранжировщицей Кларой Бобышкиной. После первого же альбома «Дар чёрного лешего», который мгновенно разошелся на кассетах, группа сразу же стала собирать небольшие концертные залы. Вторым альбомом группы стал «Странный непонятный мир живых».
Дуэт заметили такие журналы, как FUZZ (Санкт-Петербург) и ЭНск (Новосибирск) и она получила возможность выступать на фестивалях и концертах по всей стране. В дальнейшем дуэт переименовался в «Шиповник и лестовка». Владимир и Клара создали детский спектакль «Пеппи Длинный чулок», работали со звёздами шансона. Создали свой неповторимый стиль — декаданс шансон. В аранжировке впервые они применили чередование диссонанса и консонанса. Постепенно жанр вышел из моды. Группа вошла в историю русского музыкально-поэтического андеграунда. На данный момент все альбомы дуэта «Лестовка и шиповник» изданы компанией «Бомба Питер».
Последний концерт дуэта состоялся в клубе-музее Виктора Цоя «Камчатка» в 2009 году. На него пришло всего несколько человек.

## Дискография
- «Дар чёрного лешего» (кассеты — 1994, CD — 2010)[2]
- «Странный непонятный мир живых» (кассеты — 1994, CD — 2009)[3]
- «Случайные Люди» (CD — 2010)[4]

## Рецензии
- Рецензия журнала FUZZ № 7 2003 г. на песни Владимира Шамова
- Рецензия журнала «ЭНск» (Новосибирский рок-журнал), № 8 1994 года на песню «Бессонница в стиле танго» 1994 (Кострома)
- Игорь Дружинин. Рецензия на сборник Охота № 14. (Владимир Шамов — «Расстрельная»)
- Игорь Дружинин. Рецензия на сборник Охота № 15. (Владимир Шамов — «У Излучины Чёрной Реки»
- Радиф КАШАПОВ. Владимир Шамов & Klar. FUZZ № 6/2007.